# Donald Van Slyke
Donald Dexter Van Slyke (29 de março de 1883 — 4 de maio de 1971) foi um bioquímico neerlando-americano.

## Honrarias e condecorações

### Doutorados honorários em ciência
- Yale University, 1925
- University of Michigan, 1935
- Northwestern University, 1940
- University of Chicago, 1941
- University of London, 1951
- Rockefeller University, 1966

### Doutorados honorários em medicina
- Universidade de Oslo, 1938
- Universidade de Amsterdã, 1962
- Universidade de Ulm, 1970

### Condecorações
- Charles Mickle Fellowship, University of Toronto, 1936
- Phillip A. Conne Medal, Chemists' Club of New York, 1936
- Prêmio Willard Gibbs, Chicago Section of the American Chemical Society, 1939
- Order of the Jade, Republic of China, 1939
- Kober Medal, Association of American Physicians, 1942
- Order of the Brilliant Star, Republic of China, 1947
- Fisher Award in Analytical Chemistry, American Chemical Society, 1953
- John Phillips Memorial Award, American College of Physicians, 1954
- First Van Slyke Award in Clinical Chemistry, American Association of Clinical Chemists, 1957
- First Scientific Achievement Award, American Medical Association, 1962[2]
- Ames Award, American Association of Clinical Chemistry, 1964
- Medalha Nacional de Ciências, USA, 1965[3]
- Medalha Elliott Cresson, Franklin Institute of Philadelphia, 1965[4]
- Academy Medal for Distinguished Contributions in Biomedical Science, New York Academy of Medicine, 1967[5]